# Дуровка (Пензенская область)
Ду́ровка — село Вишнёвского сельского совета Тамалинского района Пензенской области. На 1 января 2004 года — 222 хозяйства, 575 жителей.

## География
Село расположено на юго-востоке Тамалинского района, в 2 км от станции Жизненная. Расстояние до районного центра пгт. Тамала — 12 км.

## История
По исследованиям историка — краеведа Полубоярова М. С., село основано 1722 году помещиком Александром Ивановичем Дуровым, который выкупил землю у Осипа Ивановича Малахова. Затем принадлежало разным помещикам, в том числе и капитану Александру Семёновичу Норову, деду декабриста В. С. Норова, и его жене Авдотье Сергеевне. В 1780 году — в Сердобском уезде Саратовской губернии. В 1781 году построена каменная церковь во имя Дмитрия Солунского (закрыта в 1934 году, переоборудована под клуб, частично разобрана). В середине XIX века в селе располагалась контора главноуправляющего балашовских имений Платона Александровича Чихачева (1812—1892), который по делам своего имения бывал в селе в 1850 году. Село являлось волостным центром Сердобского уезда. В 1871 году при селе открыта станция Дуровка Рязано-Уральской железной дороги (затем отдельный населённый пункт Дуровского сельсовета, в 1964 году переименована в станцию Жизненная). В 1911 году в селе располагались волостное правление, 2 церкви, 2 церковно-приходские школы, земское двухклассное училище, больница, ярмарка. В советское время село являлось центральной усадьбой колхоза имени В. И. Ленина. До 2010 года — центр Дуровского сельсовета. Согласно Закону Пензенской области № 1992-ЗПО от 22 декабря 2010 года передано в Вишнёвский сельский совет.

## Численность населения
| 1747  | 1762  | 1795  | 1811  | 1859  | 1877  | 1897  |
| ----- | ----- | ----- | ----- | ----- | ----- | ----- |
| 818   | ↗904  | ↗1154 | ↘1100 | ↗1507 | ↗2294 | ↗2443 |
| 1911  | 1926  | 1939  | 1959  | 1979  | 1989  | 1996  |
| ↗3290 | ↘3176 | ↘1643 | ↘1014 | ↘714  | ↘642  | ↘624  |
| 2002  | 2010  |       |       |       |       |       |
| ↘567  | ↘459  |       |       |       |       |       |

## Инфраструктура
В селе имеются: почта, телеграф, телефон, основная школа, фельдшерско-акушерский пункт, филиал Сбербанка России.

## Улицы
- Горная;
- Горный переулок;
- Зелёная;
- Молодёжная;
- Овражная;
- Полевой переулок;
- Речной переулок;
- Садовая;
- Центральная;
- Центральный переулок;
- Школьная.